# Walckenaeria directa
Walckenaeria directa är en spindelart som först beskrevs av O. Pickard-Cambridge 1874.  Walckenaeria directa ingår i släktet Walckenaeria och familjen täckvävarspindlar. Inga underarter finns listade i Catalogue of Life.